# Фоменко, Владимир Петрович
Владимир Петрович Фоменко (1887 — 1966) — капитан 57-го пехотного Модлинского полка, герой Первой мировой войны, участник Белого движения.

## Биография
Из крестьян Киевской губернии.
В 1909 году окончил Одесское пехотное юнкерское училище, откуда выпущен был подпоручиком в 128-й пехотный Старооскольский полк. Позднее был переведен в 57-й пехотный Модлинский полк, 25 ноября 1913 года произведен в поручики.
В Первую мировую войну вступил в рядах 57-го пехотного Модлинского полка. Удостоен ордена Св. Георгия 4-й степени
За то, что в бою 17 августа 1914 года у д. Бушев, выдвинув пулеметы во фланг неприятельской батареи и открыв по ней ураганный огонь с дистанции прямого выстрела, перебил всю прислугу батареи, которая и была нами захвачена.
Произведен в штабс-капитаны 18 марта 1916 года, в капитаны — 13 апреля 1917 года.
В Гражданскую войну участвовал в Белом движении в составе Вооруженных сил Юга России и Русской армии. Состоял в Школе английских танков, затем был командиром броневого автомобильного дивизиона до эвакуации Крыма. 16 февраля 1920 года произведен в подполковники с переименованием в полковники. На 18 декабря 1920 года — в 3-м батальоне Технического полка в Галлиполи.
В эмиграции в Болгарии. Скончался в 1966 году в Софии. Похоронен на Центральном Софийском кладбище.

## Награды
- Орден Святой Анны 4-й ст. с надписью «за храбрость» (ВП 13.02.1915)
- Орден Святого Станислава 3-й ст. с мечами и бантом (ВП 13.02.1915)
- Орден Святой Анны 3-й ст. с мечами и бантом (ВП 26.06.1915)
- Орден Святого Георгия 4-й ст. (ВП 9.09.1915)
- Орден Святого Станислава 2-й ст. с мечами (ВП 19.04.1916)